# Ангел Здравчев
Ангел Димитров Здравчев е български футболист на Литекс. Изявява се еднакво добре като ляв и десен външен полузащитник. Силният му крак е десният.

## Състезателна кариера
Започва да тренира футбол през 2001 г. в школата на Марица (Пловдив), а първият му треньор е Ангел Тосев. Същата година се мести в школата на Ботев (Пловдив) където прекарва следващите 6 години. С отбора на Ботев участва в редица първенства и турнири от които е носител на различни индивидуални награди като призът за „най-добър състезател“ или за „най-техничен футболист“. Таланта му не остава незабелязан и към него проявяват интерес водещите футболни школи като тази на Левски Сф., ЦСКА и Нефтохимик. През 2007 Ангел избира да продължи развитието си в Академията на Литекс Ловеч след поканата на холандския специалист Ян Деркс който тогава е шеф на Академията в Ловеч. Първият му треньор при „оранжевите“ е Евгени Колев, а в зависимост от различните възрастови формации треньори още са му били специалисти като Димитър Здравчев който е и негов баща, Николай Димитров-Джайч, Петко Петков и Ивайло Станев.
През 2008 г. с връстниците си от набор 94 печели международния юношески турнир „Петър Боянов“ в Албена където на финала побеждават ЦСКА с 5:2, а Ангел асистира за първото попадение и вкарва второто за своя отбор. През 2009 г. става носител на Купата на БФС при юноши, родени 1993 г., като във финалната среща играна на 15 април 2009 в Пловдив „оранжевите“ побеждават връстниците си от Нафтекс с 2:1. Титуляр е и при година по-големите които печелят сребърните медали в Елитна юношеска група до 17 години през сезон 2009 – 10. През 2011 г. старши треньорът на Литекс Любослав Пенев го взима с мъжкия отбор на зимния подготвителен лагер в Анталия, Турция на който взима участие в контролите с Клуж, Лех Познан, Терек Грозни и Карпати Лвов. На 28 май 2011 в мач от последния кръг на А група срещу отбора на Калиакра (Каварна) прави своя официален дебют за Литекс.  През този сезон младия футболист е насител на три златни медала с трите възрастови групи за които играе – Елитна юношеска група до 17 години където е капитан на отбора и за който отбелязва 12 гола и 16 асистенции. Става шампион и с юношите старша възраст в Елитната юношеска група до 19 години, където отново е част от състава, също и с А отбора на Литекс. От началото на 2013 година е преотстъпен на Видима-Раковски (Севлиево).  От началото на сезон 2016/2017 се завръща отново с отбора на Литекс.

## Национален отбор
Национален състезател за род. 1994 г. с три официални мача в които има един отбелязан гол срещу Хърватия. Този мач възпитаниците на Ферарио Спасов губят с 1:2 в последната минута и губят шанс за класиране на Европейските финали за своята възраст.

## Успехи
Академия Литекс
- Купа на БФС с юноши, родени през 1993 г. – 2009
- Шампион на България при юноши младша възраст, родени 1994 г. – 2011
- Шампион на България при юноши старша възраст, родени 1992 г. – 2011

 Литекс Ловеч
- Шампион (1): 2010/11